# Ulla Wiesner
Ulla Wiesner (ur. 13 grudnia 1941 w Monachium) – niemiecka piosenkarka i aktorka.

## Życiorys
Rozpoczęła swoją karierę jako wokalistka w 1963 roku, a rok później wydała swój pierwszy podwójny singiel „Charade”, który zawierał także utwór „Joe oder Jonny”. Również w 1964 roku, nakładem wytwórni muzycznej Polydor Records ukazało się wydawnictwo zatytułowane „Abends kommen die Sterne”, na którym znalazł się dodatkowo utwór „Der rote Mohn”.
27 lutego 1965 roku wygrała niemieckie preselekcje do Konkursu Piosenki Eurowizji Ein Lied für Neapel z utworem  „Paradies, wo bist du”, w całości napisanym i skomponowanym przez Hansa Bluma oraz Barbarę Kist. W finałowym koncercie 30 marca 1965 roku w Sala di Concerto della RAI w Neapolu zajęła ostatnie, 15. miejsce, nie zdobywając w konkursie żadnego punktu.
W 1974 roku wydała podwójny singiel „Chico De Favella” / „Tristezza”. Sześć lat później ukazało się ostatnie wydawnictwo wokalistki „Blütenfest In Santa Fé”, zawierające również utwór „Träume Von Gestern”.
Wraz z orkiestrą Addy'ego Flora nagrała piosenkę „Vergessen und Vorbei”, która w 2000 roku ukazała się na albumie kompilacyjnym Days of Summer: 27 Sensational Bossa Nova and Easy Tunes from the Brilliant-Musik Archive. W 2001 roku, jej propozycja festiwalowa „Paradies, wo bist du” znalazła się na wydawnictwie różnych wykonawców Alle Sieger des Deutschen Grand Prix 1956 – 2000.

## Filmografia
Opracowano na podstawie materiału źródłowego.
- 1976: Tango – Tango (film telewizyjny w reżyserii Horsta Eppingera)